# Port lotniczy Ailuk
Port lotniczy Ailuk (IATA: AIM) – port lotniczy zlokalizowany na atolu Ailuk (Wyspy Marshalla).